# Водозерская волость
Водозе́рская волость — административно-территориальная единица в составе Яранского уезда.
Административный центр — село Борок.

## История
Волость была образована в ходе реформы 1861 года.
Ныне территория бывшей Водозерской волости разделена между Пижанским и Советским районами Кировской области.

## Административное деление
В 1920 году в состав Водозерской волости входили следующие сельсоветы: Ижевский, Пижанский и др.